# Paula-Ludwig-Platz-Brunnen
Die Paula-Ludwig-Platz-Brunnen sind zwei Brunnen in Darmstadt.

## Geschichte und Beschreibung
Die beiden identischen Jugendstilbrunnen wurden, nach einem Entwurf von Joseph Maria Olbrich, aus rotem Sandstein gehauen.
Die runde, kelchartige Schale ruht auf einer kurzen Säule aus rotem Sandstein.
Diese Konstruktion steht in der Mitte eines quadratischen Bassins aus Beton.
Das Wasser entspringt einer kurzen Fontäne und läuft durch Aussparungen über den ornamentierten Rand der Brunnenschale.
Das Bild zeigt den östlichen der beiden Brunnen. 
Ursprünglich befanden sich die beiden Brunnenschalen in der Orangerie.
Im Jahre 1908 waren die Brunnen Bestandteil der Gartenausstellung in der Orangerie.
Der Paula-Ludwig-Platz wurde nach der Lyrikerin Paula Ludwig benannt.
Der Platz befindet sich am Westhang der Mathildenhöhe und ist Bestandteil der Erich-Ollenhauer-Promenade.